# Špaček (holub)
Špaček je plemeno holuba domácího, charakteristické svou kresbou: je to plnobarevný holub s bílým půlměsícem na voleti. Náleží do skupiny barevných holubů, ptáků, kteří jsou okrasní barvou svého opeření. Protože však dobře létá a nemá rousy, je vhodný i pro volný chov včetně chovu extenzivně užitkového.
Špaček typem a tvarem těla připomíná holuba skalního. Je to drobný, štíhlý pták s klenutou hlavou a dlouhým rovným zobákem. Špaček je většinou hladkohlavý, ale může mít i lasturovitou nebo špičatou chocholku. Tmavohlaví špačci mají oční duhovku ohnivě červenou, bělohlaví tmavou, vikvovou. Obočnice jsou světlé až načervenalé, úzké. Krk je středně dlouhý a přechází v jen málo klenutou hruď. Záda jsou dlouhá, svažují se směrem dozadu a jsou dobře kryty křídly. Křídelní letky spočívají nad ocasem a nekříží se. Nohy jsou krátké a běháky a prsty jsou neopeřené.
Opeření je krátké a těsně přiléhající. Plemenným znakem špačka je jeho zbarvení: jeho peří je převážně černé nebo modré, na barevném krku a voleti je pak větší či menší bílá skvrna ve tvaru půlměsíce. Tato kresba může být doplněná mnoha typy přídatných bílých kreseb: bíle stříkanou hlavou, mniší kresbou, lyskou, bělopruhostí, šupinatou nebo mramorovanou kresbou.

## Galerie

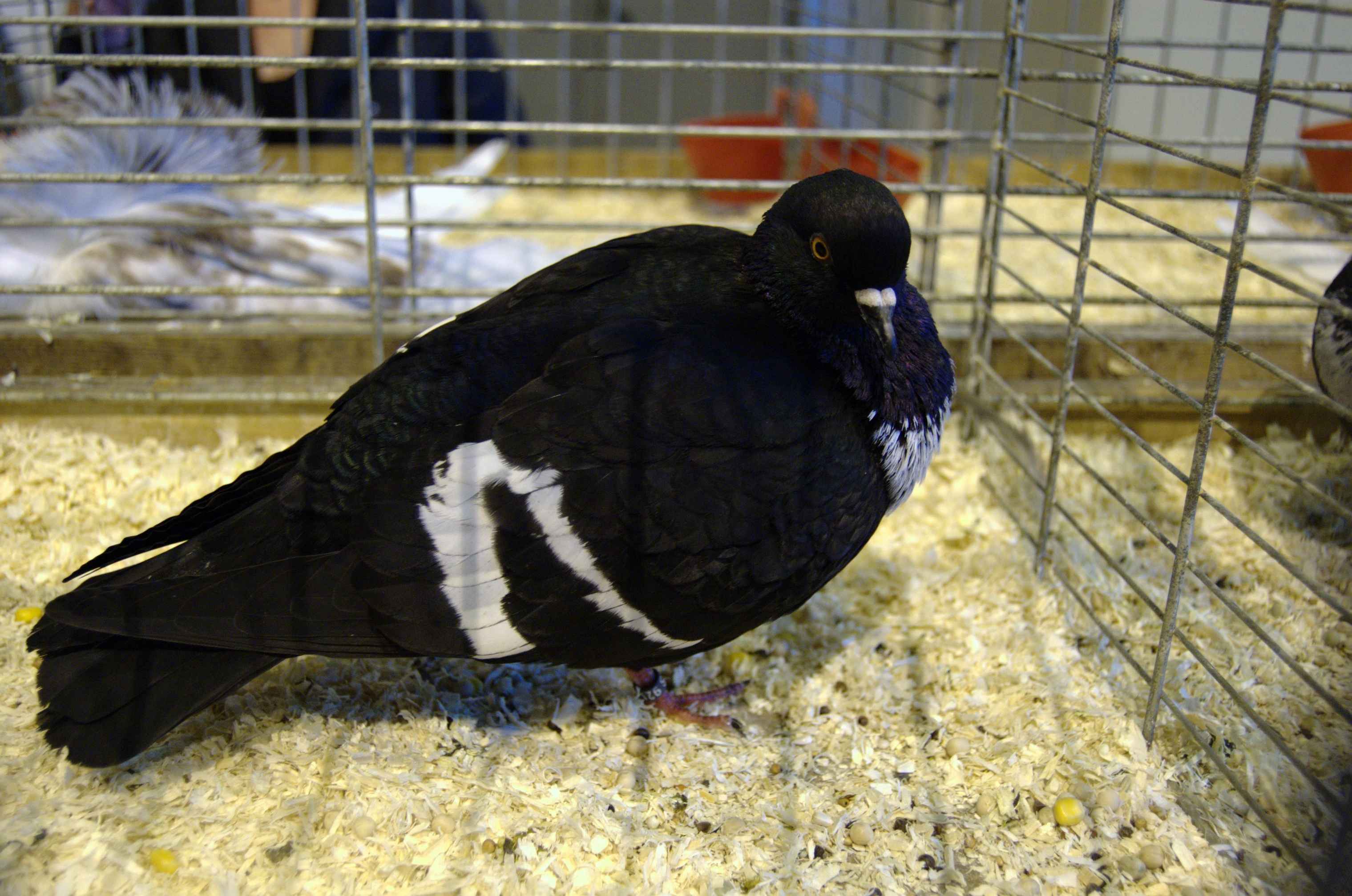
Špaček hladkohlavý černý bělopruhý
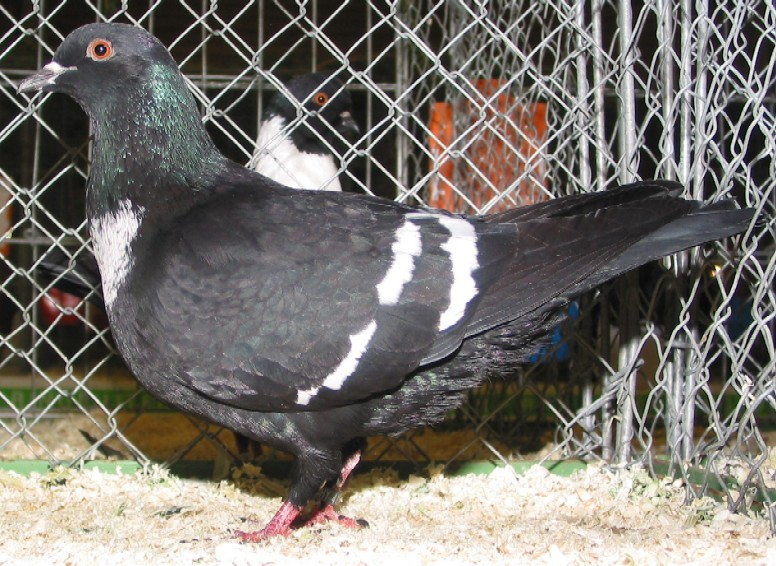
Špaček hladkohlavý černý bělopruhý
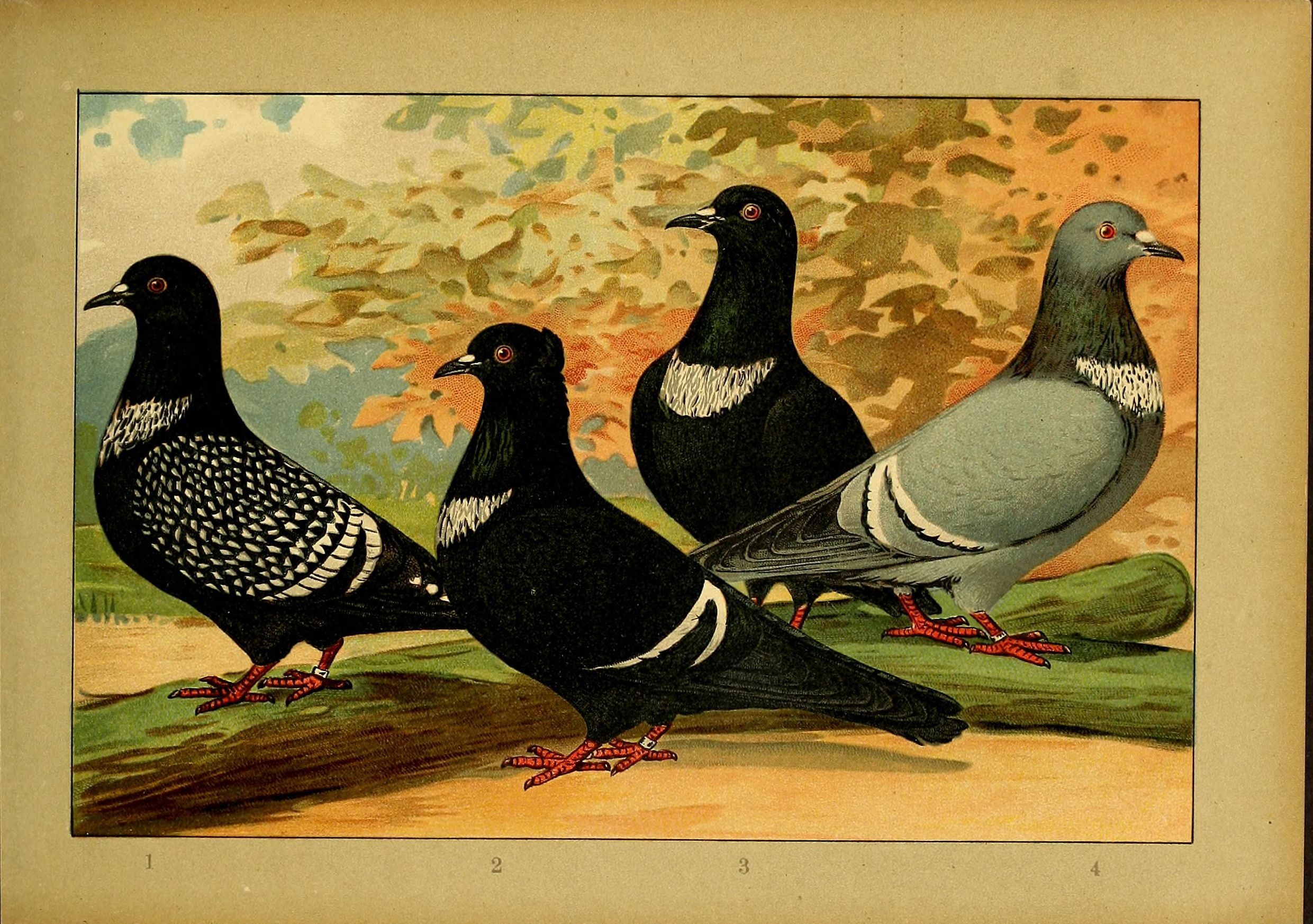
Rázy holuba špačka, zleva doprava: špaček hladkohlavý černý šupkatý, špaček chocholatý černý bělopruhý, špaček hladkohlavý černý, špaček hladkohlavý modrý bělopruhý
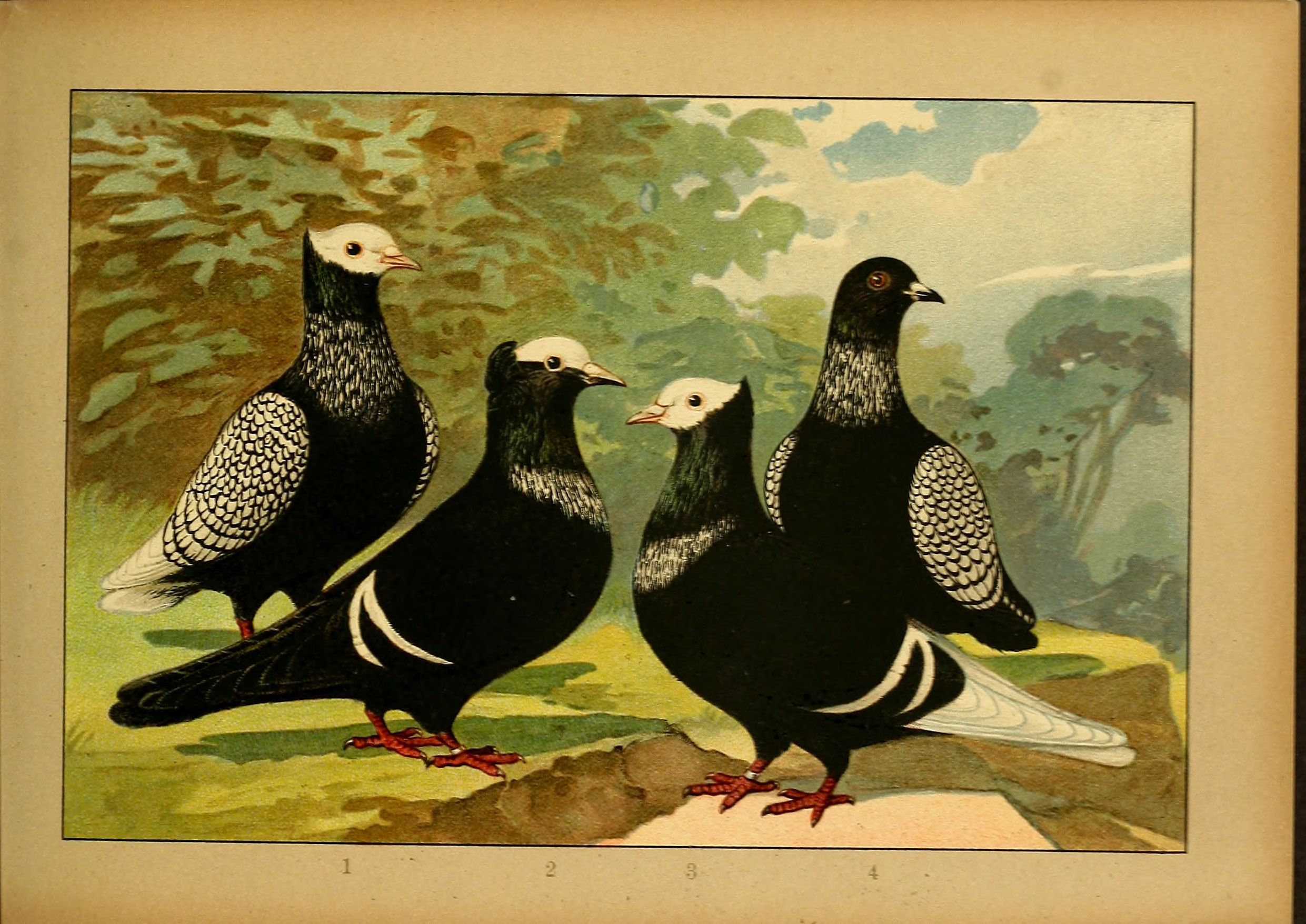
Rázy holuba špačka, zleva doprava: špaček chocholatý černý mniší šupkatý, špaček chocholatý černý lysý bělopruhý, špaček chocholatý černý mniší bělopruhý, špaček hladkohlavý černý šupkatý